# Hypophosphatémie
 Mise en garde médicale
L'hypophosphatémie est un déséquilibre électrolytique comprenant un faible taux de phosphate dans le sang. Les symptômes peuvent inclure une faiblesse, des difficultés respiratoires et une perte d’appétit. Les complications peuvent inclure des convulsions, un coma, une rhabdomyolyse ou une fragilité des os.
Les causes peuvent comprendre l'alcoolisme, la renutrition chez les personnes souffrant de malnutrition, l'acidocétose diabétique, les brûlures, l'hyperventilation et certains médicaments. Elle peut également survenir dans le cadre d'une hyperparathyroïdie, d'une hypothyroïdie et d'un syndrome de Cushing. Le diagnostic est basé sur une concentration de phosphate sanguin inférieure à 0,81 mmol/L (2,5 mg/dL). Lorsque les niveaux sont inférieurs à 0,32 mmol/L (1,0 mg/dL), on considère que l'hypophosphatémie est sévère.
Le traitement dépend de la cause sous-jacente. Le phosphate peut être administré par voie orale ou par injection intra-veineuse. L'hypophosphatémie survient chez environ 2 % des personnes hospitalisées et 70 % des personnes en unité de soins intensifs (USI),.